# Triángulo (película)
Triángulo es una película mexicana filmada en 1971 pero estrenada el 15 de junio de 1972 que cuenta con las actuaciones de Claudio Brook como el Dr. Pedro Millan, Ana Luisa Peluffo como Diana Avelar, Jorge Lavat como Miguel Escontria, Norma Lazareno como Teodora, y Nora Larraga "Karla" como Irene.
No confundir con la Triangle (película) coproducción de Gran Bretaña y Australia realizada en el año 2009.

## Sinopsis
Diana lleva flores a la tumba de su segundo esposo, a quien dice haber matado accidentalmente. No obstante, la policía sigue investigando, pues sospecha de Teodora, hija del primer matrimonio de Diana, que siempre estuvo internada para que no sufriera la vida licenciosa de su padre, muerto en un burdel, pero a quien cree honesto, y que no perdonó a su madre al casarse de nuevo. Para vengarse sedujo a su padrastro pero terminó enamorada de él que tenía sinceros miramientos para su hermano Mario, un retrasado mental que filmaba todo con la cámara que él le obsequio. Sus cintas sirven para establecer el crimen: cuando Teodora y su padrastro se fugaban Mario les disparó y mató al hombre. Diana se culpó para proteger a sus hijos. Ella queda libre y el retrasado es enviado a un hospital. Teodora pide perdón a su madre.

## Elenco
- Claudio Brook ... Dr. Pedro Millan
- Ana Luisa Peluffo ... Diana Avelar
- Jorge Lavat ... Miguel Escontria
- Norma Lazareno ... Teodora Escontria
- Nora Larraga "Karla" ... Irene
- Gabriel Retes ... Mario
- Antonio Raxel ... Inspector Alvarado
- Tito Novaro ... Inspector Ojeda
- Eduardo MacGregor ... Dr. Romulo Miranda
- Jorge Fegán ... Psiquiatra Arana
- Jorge Casanova ... Abogado de Diana
- Lina Montes
- Gloria Morell
- Zamorita ... Mesero